# Pterolophia laosensis
Pterolophia laosensis là một loài bọ cánh cứng trong họ Cerambycidae.